# Deuxième livre de pièces de viole de Marais
 (décembre 2024).
Si vous disposez d'ouvrages ou d'articles de référence ou si vous connaissez des sites web de qualité traitant du thème abordé ici, merci de compléter l'article en donnant les références utiles à sa vérifiabilité et en les liant à la section « Notes et références ».
Le Deuxième livre de pièces de viole est un recueil de pièces pour viole (plus précisément pour basses de viole) publié en 1701 avec un autre recueil de basse continue de Marin Marais, ordinaire de la Musique de la Chambre du Roy.
Dans l'avertissement en préface, Marin Marais indique que la viole de gambe peut être remplacée par un autre dessus (orgue, clavecin, théorbe, luth, violon, flûte allemande, flageolet, hautbois). Il donne également quelques indications pour l'interprétation.

## Histoire
C'est le deuxième des cinq livres publiés entre 1686 et 1725 totalisant près de six cents pièces écrites pour une, deux ou trois violes de gambe et basse continue et réparties en une quarantaine de suites françaises.
Parmi les 144 pièces du recueil, 84  sont des danses (menuet, sarabande, gigue, chaconne, passacaille...). 
Ce livre contient des pièces célèbres différentes par leur caractère dans l'œuvre de Marin Marais : les couplets des Folies d'Espagne, les Voix humaines (plainte-confidence, portant l’intensité émotionnelle de la voix des hommes au travers de la viole), le Tombeau pour Mr de Lully (hommage tout en retenue à son maître de composition, quinze après sa mort). La plupart des pièces sont assez courtes mais possèdent un attrait mélodique indéniable. Ce deuxième livre constitue un tournant dans la carrière de Marin Marais en introduisant des « pièces de caractère » au sein des suites de danses françaises.

## Liste des pièces
Les 142 pièces du second livre sont organisées en 8 suites :
Suite no 1 en ré mineur (20 pièces)
1. Prélude, lentement
2. Fantaisie
3. Prélude
4. Prélude, lentement
5. Bourrasque, vite
6. Prélude, lentement
7. Allemande
8. La Follette, gay
9. Courante
10. Sarabande
11. Sarabande
12. Gigue, la Favorite
13. Gigue
14. Caprice
15. Gavotte
16. Menuet
17. Menuet
18. Menuet
19. Ballet en rondeau
20. 32 couplets sur les Folies d'Espagne, série de variations sur le thème de la folia[4]

Suite no 2 en ré mineur (21 pièces)
1. Prélude
2. Prélude
3. Allemande
4. Allemande
5. Courante
6. Courante
7. Sarabande grave
8. Sarabande
9. Boutade
10. Fantaisie luthée
11. Gigue
12. Gigue
13. Double
14. Double en rondeau
15. Menuet
16. Menuet
17. Rondeau champêtre
18. Cloches ou carillon
19. Paysanne
20. La Polonoise
21. Menuet

Suite no 3 en ré majeur (23 pièces)
1. Prélude
2. Fantaisie
3. Prélude, lentement
4. Allemande
5. Double
6. Allemande la Familière
7. Double
8. Allemande
9. Double
10. Courante
11. Courante
12. Sarabande
13. Sarabande
14. Gigue
15. Gigue alangloise
16. Gavotte
17. Rondeau
18. La Villageoise
19. Menuet
20. Menuet
21. Menuet
22. Les voix humaines
23. Chaconne

Suite no 4 en sol majeur (18 pièces)
1. Prélude
2. Allemande
3. Double
4. Allemande
5. Courante
6. Sarabande, la Désolée
7. Sarabande
8. Sarabande
9. Gigue, la Badine
10. Gigue
11. Gavotte
12. Rondeau
13. Menuet
14. 2e menuet
15. Menuet
16. Rondeau champêtre
17. Prélude, lentement
18. Chaconne en rondeau

Suite no 5 en si mineur (13 pièces)
1. Prélude
2. Petite fantaisie
3. Allemande
4. Allemande
5. Courante
6. Sarabande
7. Sarabande
8. Gigue
9. Gigue
10. Menuet
11. Gavotte
12. Menuet
13. Tombeau pour Mr de Lully

Suite no 6 en mi mineur (15 pièces)
1. Prélude
2. Fantaisie
3. Allemande
4. Courante
5. Sarabande
6. Sarabande à l'Espagnol
7. Gigue
8. Gigue, la Badine
9. Rondeau champêtre
10. Passacaille
11. Gavotte
12. Menuet
13. Menuet
14. Tombeau pour Mr de Ste Colombe
15. Fugue gaye

Suite no 7 en mi majeur (14 pièces)
1. Prélude
2. Allemande
3. Allemande, la Mignonne
4. Courante
5. Sarabande
6. Pavane selon le goût des anciens compositeurs de luth
7. Gavotte
8. Gigue
9. Gigue
10. Rondeau irrégulier
11. Menuet
12. Menuet
13. Rondeau en Vaudeville
14. Chaconne

Suite no 8 en la majeur (18 pièces)
1. Prélude
2. Allemande
3. Boutade
4. Allemande
5. Courante
6. Sarabande
7. Sarabande
8. La Gracieuse
9. Gigue a l'angloise
10. Gigue
11. Gavotte
12. Menuet
13. Menuet
14. Bransle de village
15. Echo
16. Air en vaudeville, même air double
17. Rondeau moitié pincé et moitié à coup d'archet
18. Fantaisie.

## Discographie sélective
- Pièces de Viole du Second Livre (1701) extraits, Jordi Savall, basse de viole, Anne Gallet, clavecin, Hopkinson Smith, théorbe, 1 LP et 1 CD Astrée-Auvidis 1976-1989